# Thr33 Ringz
Thr33 Ringz – trzeci solowy album T-Paina, wydany 11 listopada 2008.

## Lista utworów
1. „Welcome to Thr33 Ringz” - 1:25
2. „Ringleader Man” - 2:54
3. „Chopped N Skrewed”  (feat. Ludacris) - 4:21
4. „Take a Ride (Skit)” - 1:45
5. „Freeze”  (feat. Chris Brown) - 3:36
6. „Blowing Up”  (feat. Ciara) - 3:24
7. „Can't Believe It”  (feat. Lil Wayne) - 4:33
8. „It Ain't Me”  (feat. Akon & T.I.) - 3:45
9. „Feed the Lions (Skit)” - 1:28
10. „Therapy”  (feat. Kanye West) - 3:34
11. „Long Lap Dance” - 4:36
12. „Reality Show”  (feat. Musiq Soulchild, Raheem DeVaughn & Jay Lyriq) - 4:27
13. „Keep Going” - 2:14
14. „Superstar Lady”  (feat. Young Cash) - 3:17
15. „Change”  (feat. Akon, Diddy & Mary J. Blige) - 5:09
16. „Digital”  (feat. Tay Dizm) - 3:14
17. „Karaoke”  (feat. DJ Khaled) - 4:09

### Dodatkowe utwory w edycji delux
1. „Distorted” 	2:24
2. „Sweet” 	3:10
3. „Bad Side” 	2:35
4. „Phantom” 	3:36